# Dominot
Dominot, pseudonimo di Antonio Iacono (Tunisi, 1930 – Velletri, 17 ottobre 2014), è stato un attore e mimo italiano; trasformista, drag queen e travestito, fu per molti anni tra i protagonisti dell'avanguardia romana.

## Biografia
Antonio Iacono nasce a Tunisi, figlio di immigrati di Caltanissetta, e nella città natale incomincia i primi studi di teatro. Giovanissimo, si esibisce, travestito da donna, nel locale "la Pochinierre".
Intorno ai vent'anni si trasferisce a Parigi, dove studia recitazione presso l'Accademia di Teatro con Jacques Toulsa della Comédie Française. Per pagarsi gli studi si traveste e fa spettacoli di spogliarello al “Madame Arthur" (che all'epoca era, in Europa, il più celebre locale di questo tipo) a Pigalle, e canta al Carousel.
Successivamente si esibisce anche a Teheran, città in cui vive per un breve periodo.
Alla fine degli anni cinquanta si stabilisce definitivamente a Roma, dove frequenta la café society descritta nel film La dolce vita, senza nascondere la sua omosessualità, e frequentando fra gli altri Giò Stajano e Vinicio Diamanti.
Nel 1958 incontra Federico Fellini, che lo scrittura per una parte nel film La dolce vita. La battuta finale del film spetta proprio a Dominot, che recita sé stesso: un omosessuale dichiarato, nonché travestito, nella Roma degli anni sessanta.
Negli anni settanta si dedica al teatro d'avanguardia, con il regista teatrale Giancarlo Nanni.
Nel 1984, infine, Dominot apre un locale a Roma, Il baronato quattro bellezze, dove si esibisce en travestì cantando il grande repertorio della musica francese d'autore, da Édith Piaf a Juliette Gréco.
Nel 2005 torna sul grande schermo grazie ad Abel Ferrara che lo fa recitare durante i titoli di testa del suo Mary, e nel 2007 in Go go Tales.
Natalia Ginzburg ha consegnato su di lui questo simil-epitaffio:

## Filmografia
- La dolce vita, regia di Federico Fellini (1960)
- Nina (A Matter of Time), regia di Vincente Minnelli (1976)
- Salon Kitty, regia di Tinto Brass (1976)
- Mary, regia di Abel Ferrara (2005)

## Teatro
- Kiss me Kate (1974)
- Naked (1981)
- Risveglio di primavera
- A come Alice
- Assoli assemble